# Williston (Floride)
Pour les articles homonymes, voir Williston.
La ville de Williston est située dans le comté de Levy, dans l’État de Floride, aux États-Unis. Sa population s’élevait à 2 768 habitants lors du recensement de 2010, estimée à 2 760 habitants en 2016.

## Démographie
| 1900 | 1910 | 1920 | 1930 | 1940 | 1950  |
| ---- | ---- | ---- | ---- | ---- | ----- |
| 184  | 371  | 823  | 940  | 890  | 1 323 |

| 1960  | 1970  | 1980  | 1990  | 2000  | 2010  |
| ----- | ----- | ----- | ----- | ----- | ----- |
| 1 582 | 1 939 | 2 240 | 2 179 | 2 297 | 2 768 |

## Source
- (en) Cet article est partiellement ou en totalité issu de l’article de Wikipédia en anglais intitulé « Williston, Florida » (voir la liste des auteurs).